# 安藤勝己
安藤 勝己（あんどう かつみ、1960年3月28日 - ）は、日本の元騎手。
1976年に公営・笠松競馬場でデビュー。1978年に初めて同場の最多勝利騎手となって以来、通算19回その地位に就き、「アンカツ」の愛称と共に全国的にその名を知られた。1980年に日本中央競馬会（JRA）で初騎乗。1990年代後半より中央へのスポット参戦が頻繁となり、2003年に正式に移籍。以後JRA所属馬で数々のGI競走を制したほか、2007年、2009年にはJRA最高勝率騎手のタイトルを獲得した。2013年に騎手を引退。通算成績は20852戦4464勝。そのうち、JRAでは6593戦1111勝、重賞81勝（GI・JpnI競走22勝を含む）、地方では14259戦3353勝（うちGI・JpnI競走6勝を含むダートグレード競走36勝）。彼の中央移籍を契機として数々の地方競馬出身騎手がその後に続き、地方から中央への道筋を開いた先駆者と評される。現在は競馬評論家として活動。
同じく笠松からJRA騎手となった安藤光彰は兄。大井競馬所属騎手の安藤洋一は甥。
※本項ではほかの安藤姓の競馬関係者と区別するため、とくに断りのない限り安藤勝己を「勝己」と表記する。

## 経歴

### 生い立ち
1960年、愛知県一宮市に生まれる。和食の板前であった父親は、後に勝己の師匠となる吉田秋好の幼なじみであった。勝己が小学校3、4年生のころには笠松競馬場近くの店に勤務しており、このころに勝己は父親とはじめて笠松競馬場を訪れた。勝己は子供の頃テレビで競馬を見たことがほとんどなく、中学生になった1973年にはハイセイコーの活躍が中心となって第一次競馬ブームが巻き起こったものの、媒体でハイセイコーを見た記憶は全くなかったため、「テレビで見てあこがれて騎手になろうなんて考えることは全然なかった」という。しかし、じきに兄・光彰が騎手見習いのような立場として吉田厩舎に出入りするようになり、これに伴って勝己も厩舎を頻繁に訪れたことで馬に惹かれるようになっていき、「なにか馬に関係した仕事ができればいいな」と漠然と考えるようになった。当時、兄弟は母親と岐阜県大垣市で暮らしていたが、中学1年次の夏休み以降は笠松に居着き、そのまま厩舎の住み込みとなった。なお、出生からの姓は「北浦」であったが、中学2年生の時に両親が離婚（後に復縁）したことに伴い「安藤」姓となった。
1975年4月、地方競馬の騎手養成所・地方競馬教養センター（栃木県那須塩原市）に入所。教養センターの同期生には、同じく笠松で活躍し「身内同然の仲」となる濱口楠彦や、大井競馬で活躍することになる早田秀治がおり、早田とは特に気が合う仲であったという。環境の変化と座学の苦痛で胃潰瘍になり、2～3カ月の休養も経験したが、規定の1年半で卒業し、のち騎手として笠松に戻った。騎手デビューに際しては、年功序列を重んじる師の吉田から「最初は光彰が7、勝己が3の割合で乗せる。1年経ったら、上手い方に多く乗せるよう考え直す。兄弟同士、負けん気で頑張れ」と訓示されたという。

### 笠松競馬時代

#### デビュー・笠松競馬の第一人者へ

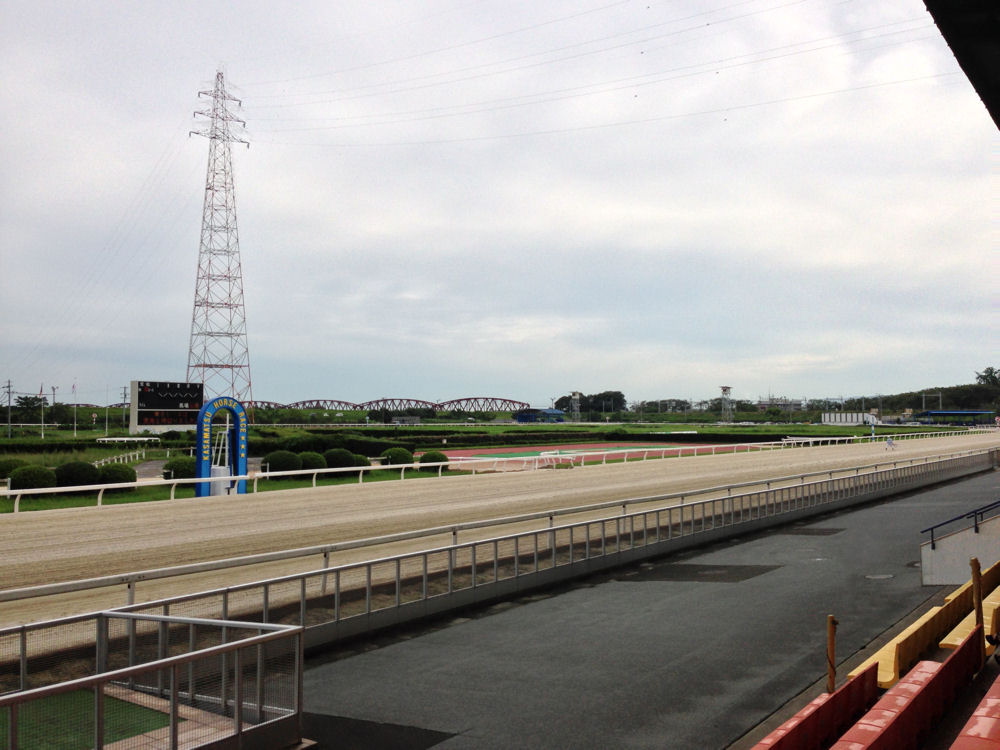
笠松競馬場

1976年10月20日に騎手デビュー。初戦は笠松競馬第6競走でハツシンロードに騎乗し、初戦は9着であった。3日後にジュニヤチャイナで初勝利。12月26日にはシプリアパールで第1回ジュニアグランプリを制し、デビュー2か月あまりで重賞初勝利を挙げた。初年度は9勝、翌年は78勝と成績を上げ、3年目の1978年には116勝を挙げ、初のリーディングジョッキーとなった。以後、勝己は18年連続でその地位を保ち、笠松では「カラスが鳴かない日はあっても、アンカツが勝たない日はない」といわれる名騎手となっていく。若手の頃に特に手本としたのは、名古屋競馬所属で、後年吉田稔を育てた山田義男であった。
1980年には地方競馬騎手招待出場のため中央競馬で初騎乗。後に種牡馬として名を成すヤマニンスキーで中央初騎乗・初勝利を挙げ、同馬を管理する浅見国一から「中央にトレードしたい騎手だ」と高く評価された。このころ執筆された山口瞳の旅打ち自戦記『草競馬流浪記』では、中央で「天才」と称された福永洋一になぞらえ「笠松の福永洋一」と紹介されている。

#### オグリキャップとフェートノーザン
笠松時代の勝己の騎乗馬のうち、特に重要な1頭とみなされているのが、1987年に笠松でデビューしたオグリキャップである。デビューから5戦を3勝・2着2回としていたオグリキャップに、勝己は6戦目の重賞・秋風ジュニアから騎乗した。それまでは青木達彦、高橋一成のふたりが騎手を務めていたが、青木は落馬負傷中、高橋は地方競馬全国協会の研修のため不在という偶然により回ってきた騎乗馬であった。勝己を背にして以降7戦7勝という成績を挙げたオグリキャップは、1988年春より中央へ移籍してGI競走で4勝、またそうした実績以上に印象的なレースを積み重ね、1980年代末より起きた競馬ブームを牽引した。
当時の制度上、中央へ移籍した時点で勝己がオグリキャップに騎乗する機会は失われた。勝己はこのことについて「寂しい、残念だ、という気持ちは自分にもあったはずだ」としながらも、「その頃には中央との交流競走など想像もつかないことだった。だからオグリキャップの移籍に関しては、すぐに割り切ることができた。そのことをいつまでも引きずってくよくよするようなことは、まるでなかった」、さらにオグリキャップが笠松在籍のままならば「ローカルなヒーロー」で終わっていたとして、「笠松からの旅立ちは、オグリキャップにとって幸せなことだったのだと思う」と述べている。勝己によると、オグリキャップが中央に移籍してから活躍するようになると、「中央でオグリに乗ってみたいでしょう」と聞く人もいたというが、そのように考えることはなかったという。勝己は後に「オグリキャップがいたから中央競馬が地方馬にGI開放とかそういう流れになっていったんじゃないかと思いますし、（自身の中央移籍への道を作ってくれたのも）オグリキャップのお陰だと思っています」と述べ、自身にとってのオグリキャップの存在についても「自分の未来を切り開いてくれた馬だと思います。とても感謝しています」と述べている。
また、オグリキャップの中央入りと前後して、逆に中央から笠松へと移籍してきたフェートノーザンは、勝己が騎乗した1987年秋以降、全国交流の全日本サラブレッドカップ、帝王賞、第1回ブリーダーズゴールドカップといった競走を含む、18戦14勝という成績を挙げた。中央入り後、芝コースの競走で活躍したオグリキャップに対し、フェートノーザンは勝己の印象では「完全にダート向き」であり、鞍上で体感した両馬の感触の違いは、以後の勝己にとって馬の適性を見極める上で極めて重要な指標となった。またフェートノーザンは先行有利といわれる地方競馬にあって、後方からの追い込みで実績を挙げた馬であり、「強い馬は後ろからでも勝てることを教えてくれた馬」であるとしている。
フェートノーザンは1989年の全日本サラブレッドカップ競走中に左前脚を骨折し、競走19日後の12月12日に安楽死処分となった。勝己は後年この結末について「今考えると絶対に何かしらの信号を出していたはず。それに気づいてあげられず可哀想なことをしてしまった」と述べ、騎手を引退した際には、笠松時代に最も思い出深かった馬としてフェートノーザンを挙げた。また、若い頃にはしばしば騎乗馬を叱りつけていたが、後に「なんてかわいそうなことをしていたのか」と自省し、それが必要な場面であっても馬を叱ることができなくなったという。なお、勝己は1995年に行われたインタビューの中で、オグリキャップ、フェートノーザン、マックスフリートを自身の騎乗馬の三傑として挙げている。
また他のインタビュー記事では"芝"で走ることを前提に中央で通用したであろう馬にサンキョウスーパーの名前を挙げている。フェートノーザンやオグリキャップよりずっと上だった。1200mくらいなら、中央の馬なんか問題にならんくらい、絶対勝てたと思うわ。と答えるほど強い印象を勝己に残している。

#### 「交流元年」- 中央競馬への傾倒
デビュー3年目から笠松におけるリーディングの座を守り続けていた勝己であったが、30歳を過ぎたころから、定石通りにレースを運べば当たり前のように勝つことができるという単調な繰り返しに飽き、騎手としての向上心を失い調教師への転身も視野に入れはじめていた。
そうした最中の1995年、中央競馬と地方競馬間の交流が大幅に拡大されることになり、地方主催で行う中央との交流重賞「ダートグレード競走」の整備や、条件つきではあったものの、地方在籍のままでの中央GI競走への出走が可能となった。「交流元年」と呼ばれたこの年、勝己はマックスフリートも管理した荒川友司厩舎に所属するライデンリーダーと中央の重賞戦線に臨む。かつて中央と笠松で活躍したワカオライデンを父にもつ同馬はデビュー以来連勝を続け、1995年3月、10戦10勝という成績で中央のGII競走・報知杯4歳牝馬特別（現・フィリーズレビュー）に出走。中央芝コースのハイペースに苦労しながらも、最後の直線では先行勢を一気に抜き去り、2着に3馬身半差、レースレコードという鮮烈な勝利を挙げた。
これで中央牝馬三冠初戦・桜花賞への出走権を得たライデンリーダーは一躍注目の的となり、本番が近づくと笠松には多くのマスコミが詰めかけ、勝己への取材も加熱した。しかし単勝1番人気に支持された桜花賞では、勝己に芝コースでの経験が乏しかったことが仇となり、流れを読みきれず4着という成績に終わる。その後、ライデンリーダーは牝馬三冠の残る二冠、優駿牝馬（オークス）とエリザベス女王杯にも出走したが、それぞれで大敗を喫した。勝己はライデンリーダーについて、牝馬ということもあってオグリキャップのような凄さは感じなかったと述べ、その注目のされ方についても「少し騒がれすぎかなと思っていた」と後に振り返っている。
ライデンリーダーでは中央のGI競走に手が届かなかったものの、勝己はGIでの騎乗を経て騎手としての情熱を取り戻し、新人時代に戻ったように騎乗の研究に再び取り組みはじめた。勝己35歳の時である。また「この馬がクラシックを狙えるのなら、今後も笠松からクラシックを狙える馬が出る」と確信し、そのとき桜花賞における不完全燃焼の内容を繰り返さないため、日本国外にまで赴いて芝コースでの騎乗経験を増やすよう努めるようになった。
1997年からは、地方所属馬が出走できる中央競走枠が大幅に増加。1998年、前年まで11戦0勝、22戦0勝と推移していた勝己の中央成績は90戦7勝と向上した。1999年には勝己が「ジェット機」と評した笠松所属馬・レジェンドハンターによるデイリー杯3歳ステークスを含む455戦55勝という成績を挙げ、この頃より「アンカツ」のニックネームは中央ファンの間にも完全に浸透した。他方、勝己はレジェンドハンターで2着に敗れた中央の3歳王者戦・朝日杯3歳ステークスについて「ライデンリーダーの失敗をまた繰り返してしまった」としている。

#### 中央競馬への移籍
2001年9月8日、中央の阪神競馬第9競走でマヤノグレイシーに騎乗していた勝己は、最後の直線でバランスを崩した同馬から飛び降りた際に胸部と右足を骨折し、長期休養を余儀なくされる。入院中、中央での少ない機会で結果を出そうとするあまり強引な騎乗をしていたことや、中央での活躍に慢心していたと自省した勝己は、「馬のリズムに合わせた騎乗」という原点を見つめ直すことになった。そしてそれを実現するためには笠松からのスポット騎乗ではなく、中央における継続的な騎乗が必要であると考え、かねて中央の関係者から勧められていた中央移籍を現実的に考えはじめた。
加療期間として告げられた3カ月間を中央騎手免許試験の勉強に充てた勝己は、2001年10月30日、その1次試験を受験。マスメディアでは「移籍確実」などと報じられていたが、成績が合格基準に到達せず、結果は不合格であった。これに対して日本中央競馬会に対してファンからの抗議が殺到したほか、競馬関係者からもその結果について批判的な声が上がった。たとえば橋口弘次郎は「アンカツだけは特例と思ってた、ファンの立場からすればあれだけ信頼して買える騎手もいない、競馬界にマイナス」と述べている。最も多かったとされる批判は「地方で充分な実績を挙げた騎手と、10代の少年達が同じ試験内容なのはおかしい」というもので、翌2002年7月、競馬会は騎手免許試験の取り扱いを一部変更し、「受験年の前年以前の5年間において、中央で年間20勝以上の成績を2回以上収めている騎手に対しては基礎的事項は問わない（競馬学校生と同等の学力・騎乗技術試験は免除）」という新要項を発表した。当時、地方騎手でこれを満たしていたのは勝己のみで、この基準は俗に「アンカツルール」と呼ばれることになる。勝己は後にこの出来事について次のように述べている。
2003年2月、勝己は改めて騎手免許試験を受験し、13日に合格が発表された。23日に正式に騎手免許の交付を受け、「JRA騎手・安藤勝己」となった。なお、地方騎手としての最後の騎乗は当年元日に笠松で行われた東海ゴールドカップで、騎乗馬サダムクリスタルが発馬機内で暴れたことで両足を骨折し、「騎手負傷のため競走除外」という結果となった。笠松時代の地方競馬で通算3299勝を挙げた。

#### 中央競馬時代
3月1日、JRA騎手としての初騎乗を迎え、2戦目で「初勝利」を挙げた（この時点でJRA通算191勝目）。さらに翌週からはチューリップ賞、中京記念、フィリーズレビューと重賞を3連勝。さらに30日にはビリーヴで高松宮記念を制し、1カ月足らずのうちにGI初制覇を果たした。勝己は「GIレースの制覇はライデンリーダーとのコンビで中央に参戦した頃からの夢だったから、嬉しさは格別だった。周囲からは淡々としているように見えたと言われたけど、やはり感慨深いものがあった」などと語っている。さらに秋にはザッツザプレンティで菊花賞を制し、クラシック競走を初制覇。同馬とは春の皐月賞からコンビを組んでおり、ライター・評論家の亀谷敬正は、勝己が「皐月賞で掴んだリズムをダービーに活かし、夏休みを挟んで、ザッツの成長を秋に調教で感じ取り、菊花賞では思い切った騎乗を見せ」たとして、「菊花賞制覇は、安藤勝己騎手が中央入りができたら『続けて馬に乗りたい』『調教に乗りたい』という2つの夢が叶ったからこそ、実現したといえる」と評している。この年、勝己は実働10カ月のうちに重賞10勝を含む112勝を挙げ、勝利度数ランキングで3位につける活躍をみせた。

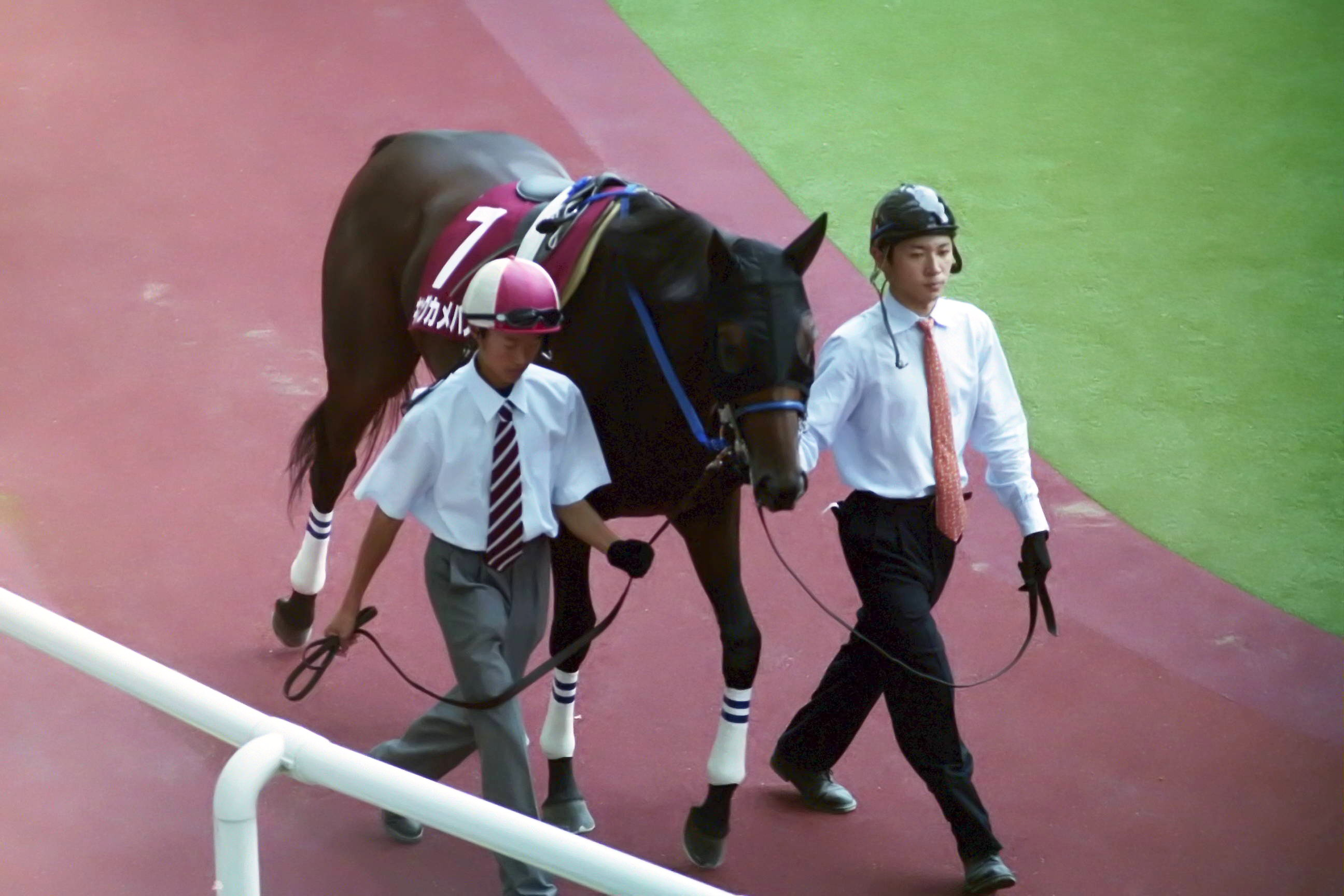
キングカメハメハ

2004年は2月にアドマイヤドンでフェブラリーステークスを制覇。3月に同馬でドバイワールドカップに騎乗（8着）。春にはキングカメハメハでNHKマイルカップを制したのち、さらに同馬と共に臨んだ東京優駿（日本ダービー）にも優勝、移籍2年目にしてダービージョッキーとなった。「騎手ならば誰もが憧れる」といわれる競走であるが、勝己は「ずっとJRAで乗っていた人と違って、ダービーにそれだけ深い思い入れがないというか、実感がない。騎手を辞めたときにダービーを勝ったというのが凄いことだと感じると思う」との感想を述べた。ただし、競走前に受けたインタビューにおいては「前はGIはどれも一緒だと思ってたけど、去年（2003年にザッツザプレンティで）3着に負けて、その横で（ネオユニヴァースで）勝ったデムーロがすごい歓声で迎えられるのを見て、やっぱりダービーは違うなあと思ったね」と語っている。さらにその翌週にはツルマルボーイで安田記念を制し、上半期だけでGI4勝という成績を残す。年間では前年を上回る127勝を挙げた。

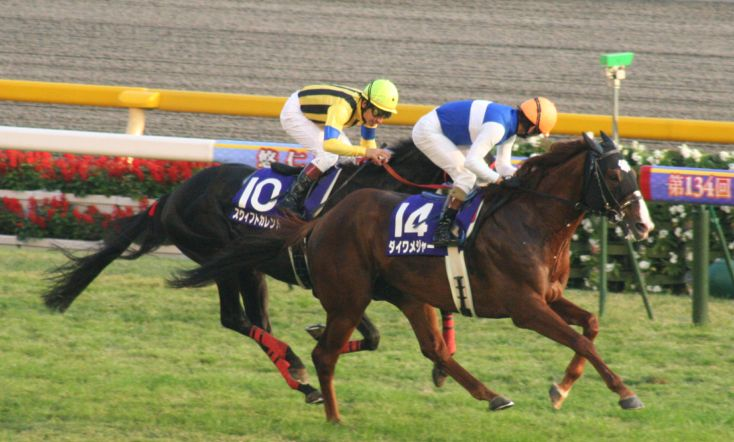
ダイワメジャーで天皇賞（秋）を優勝
（2006年10月29日）

2005年には104勝とやや数字を落としたが、スズカマンボで天皇賞（春）を制覇。絶好位から終始スムーズにレースを進め、「GIでの会心の騎乗」と自賛する、13番人気での勝利であった。2006年には、かつてライデンリーダーで敗れた桜花賞をキストゥヘヴンで初制覇。後に「自分の中に残っているものがあったから、余計に嬉しかった」と振り返っている。また当年はダイワメジャーで天皇賞（秋）とマイルチャンピオンシップも制した。

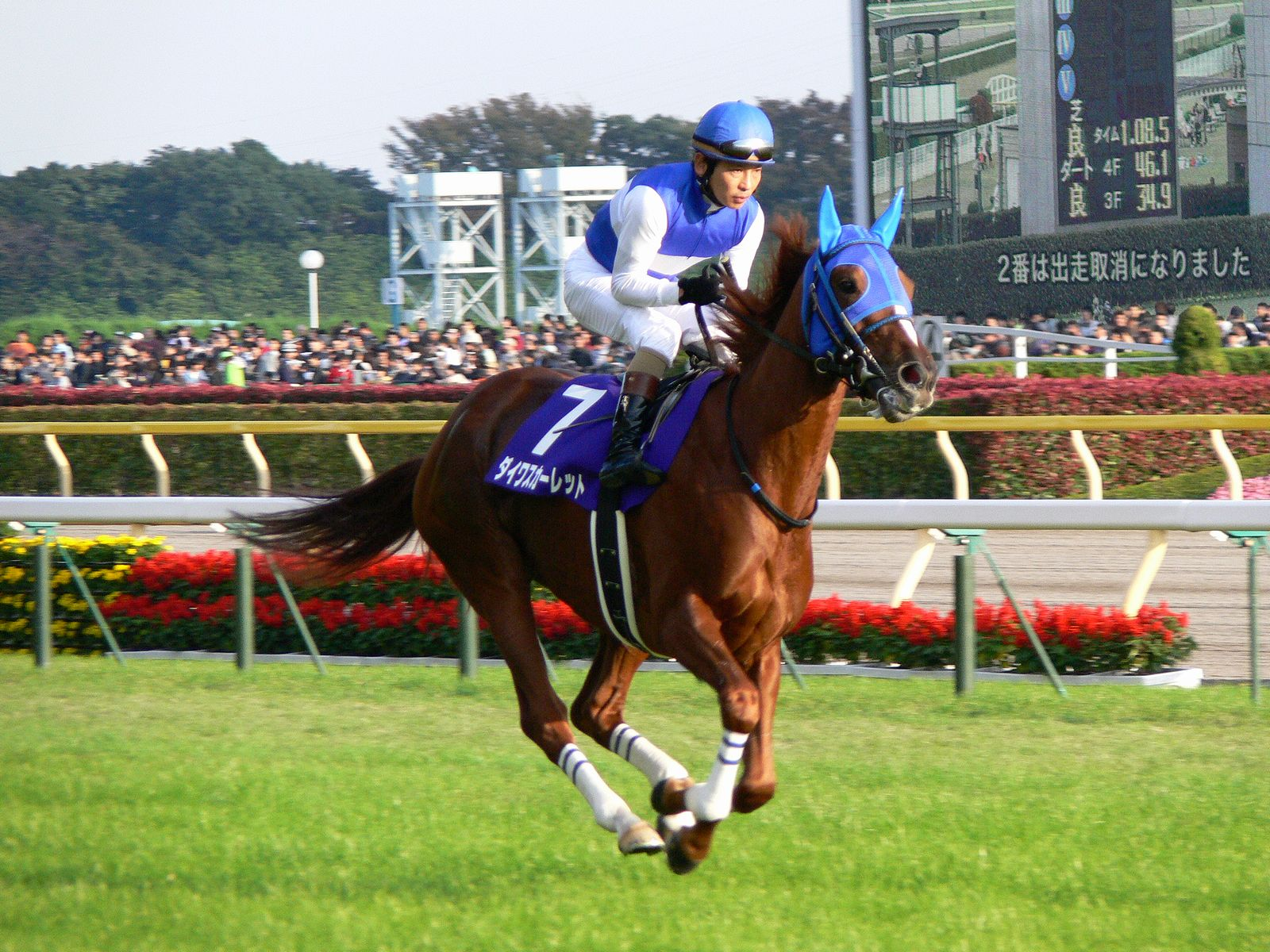
ダイワスカーレットに騎乗
（第138回天皇賞）

2007年にはサンライズバッカスでフェブラリーステークスを制したのを皮切りに、ダイワメジャーの半妹・ダイワスカーレットで桜花賞、秋華賞、エリザベス女王杯を、ダイワメジャーで安田記念とマイルチャンピオンシップを制し、JRA最多タイ記録のGI（JpnIを含む）6勝を挙げた。11月17日には史上2位記録である騎乗機会6連勝を遂げるなど、年間勝利数では中央移籍後最多の136勝（全国3位）、地方・国外の成績を合わせた勝率では2割3分6厘7毛を記録し、過去5年間、JRA賞の騎手タイトルを独占していた武豊を抑え、最高勝率騎手となった。なお、当年には光彰が、経営危機が伝えられていた笠松から中央へ移籍し、兄弟で中央の騎手となった。
2008年にはブエナビスタで阪神ジュベナイルフィリーズを制覇、年末にはダイワスカーレットでグランプリ・有馬記念制覇を果たした。牝馬の優勝は1971年のトウメイ以来37年ぶり、史上4頭目の記録であった。なお当年勝己は勝利数4位（1位武豊）、勝率2位（同前）、獲得賞金3位とJRA賞では無冠であったが、最多賞金獲得騎手は勝己に続いて地方から中央入りした岩田康誠（兵庫出身）が武豊を抑えて獲得、前年3月から中央入りした内田博幸（大井出身）も全部門で4位以内と急激に台頭し、地方競馬出身騎手の躍進が目立った年となった。
2009年にはブエナビスタで桜花賞と優駿牝馬（オークス）を制覇。この頃から騎乗数を抑えはじめ、勝利数はJRA移籍後はじめて100勝を切る87勝にとどまったが、勝率では2割1分6厘を記録し自身2度目の最高勝率騎手となった。翌2010年1月30日には、中央競馬史上24人目となる騎手通算1000勝を達成。これにより史上初の中央・地方双方での1000勝を合わせて達成した。また、5月にはダノンシャンティでNHKマイルカップを制覇している。2011年にはマルセリーナで桜花賞4度目の勝利を挙げた。51歳0カ月14日での勝利はクラシック競走の最年長勝利記録となった。その後、2012年11月24日の京阪杯でパドトロワに騎乗したのを最後に、レースでその姿をみせることがなくなる。

#### 引退
2013年に入っても実戦騎乗がない状況が続く中、1月30日に次年度の騎手免許更新の手続きをしていないことが明らかになった。同日、納得のいく騎乗ができなくなったことを理由に翌1月31日を以って騎手免許を返上し、現役を引退することを表明した。2月3日に京都競馬場で引退式が行われた。なお、後日公式twitter（現・X）にて、前述の2012年京阪杯でパドトロワに騎乗したことをふり返り、「京阪杯はもっとやれると思っとった。動かしきれんで納得いかなくて、引退決意したんや」と引退の理由を明かした。

### 引退後
引退の記者会見では「調教師や調教助手になるつもりはない」としながらも「ファンに競馬のよさを伝える仕事ができれば」と語っていたが、現役時代から続けている『週刊実話』のコラム「アンカツの『勝負師の極意』」（現役引退と同時に終了）に加え、2013年4月には『競馬最強の法則』（KKベストセラーズ）で「競馬アンカツの流儀」、東京スポーツでコラム「GIはアンカツに聞け!」など、相次いで競馬関連メディアで連載を持っていた時期があり、現在は東京スポーツ専属の競馬評論家として活動を行っている。また、テレビ放送では『みんなのKEIBA』（フジテレビ）と『競馬BEAT』（関西テレビ）に出演。主に牝馬のG1競走（オークスは除く）、ダービー、有馬記念などで解説者として出演している。

## 騎手としての特徴・評価
地方競馬の騎手が中央へ移籍することができる流れを作った先駆者とされるが、これは単に人的な移動を生んだに止まらず、地方騎手（および短期免許で中央にやってくる外国人騎手）が持つ「馬を動かす技術」が中央に持ち込まれたことで技術革新を招いたともされる。
勝己も中央デビュー時に、地方の騎手が中央の騎手より優れている点を尋ねられ、「馬をガツンと動かせるところ」と回答しており、自身も地方競馬での騎手経験がある橋口弘次郎は、勝己についてまず「馬を動かす技術」に魅力を感じて起用をはじめたといい、また地方の小回りコースで培われたコースロスなく立ち回る技術や、スタート、ポジション取りの技術、馬混みの捌き方に対しても高い評価を送っている。また佐々木晶三はその長所としてスタート技術、道中の立ち回り、馬との呼吸の合わせ方、そして「馬が自分から走ろうという気にさせている」点を挙げた。
騎乗フォームは後ろに重心を置き、手綱を持つ拳をあげて馬を推進するという形だった。勝己はダイワメジャーなど「こういうフォームに合う馬も必ずいる」とした一方で、本来的には短い手綱で前に重心を置いたフォームが理想だとしている。勝己のフォームは笠松時代から身に染みついたものであり、直すことができなかったのだという。中央で騎乗をはじめた当初は、自身の「汚い乗り方」に恥ずかしさを覚えていたともいい、騎手引退後に行った川田将雅との対談では「もう少し綺麗に乗って欲しい。馬を動かせることは分かるが、その感じで綺麗にという風に自分の中で変えていってほしい。そういう点も魅せる仕事でもある」との希望を口にしている。
大らかな性格もあり時に大胆な騎乗ぶりをみせた。光彰は「勝己の性格だからできた騎乗」として、残り600メートル手前から先頭に立たせてゴールまで押し切ったザッツザプレンティの菊花賞を挙げている。また横山典弘によれば、勝己はスタートで出遅れなどを起こしても「大した事じゃない」と言うのが口癖であったという。これについて勝己は「思い切った競馬をやろうとしてやっているわけじゃない。出遅れると多くの人はそれをミスに見せないように早めに挽回して、かえってスタミナをなくしてしまう。僕は出遅れたら出遅れたで仕方ないと思って乗っているだけ」であるとし、これに対して横山は「その開き直りが凄い。分かっていてもなかなかできるものじゃない」と評している。
天才肌、感覚派ともいわれた一方で、研究心は旺盛であった。勝己自身の回想によれば、それは騎手デビュー戦における競走中の位置感覚と、競走後にパトロールフィルムで見た実際の位置取りが全く違っていたことに端を発しており、以後自分の騎乗を客観的に分析するという作業を習慣化させていったという。また光彰は、勝己はデビュー当初凡庸な馬ばかりに騎乗していたことで「『どうすれば勝てるのか？』『どう乗れば勝てるのか？』と考えて乗っていた。だから勝己は後からぐんと伸びたのだと思う」と述べている。
勝己や福永洋一と親交をもった作家・プロ雀士の狩野洋一は、「天才騎手」の定義について、「豊富な技術の引き出しをもち、局面に応じて適切に選択できる者」とした上で、中央競馬史における「天才騎手」として福永洋一、武豊、勝己の三者を挙げた。さらにこの三者を比較して「知性・理性で乗るという部分では武、安藤、福永の順。そして直感でいくと順位は逆になる」とし、勝己について「人間の何が凄いって真ん中が一番凄い。武豊と福永洋一を足して2で割った安藤君は凄いと思う。安藤君はいつもとぼけたふりをしているけど、普通の人ではあの芸当はできない」と評している。また、武豊は「天才」について、「強いて言うなら僕とはアプローチの仕方が違う、理解を越えた騎乗で勝つ人」とし、「安藤さんは僕からしたら『えっ！』という乗り方で勝ってしまう。ああいう人が天才なんでしょう」と評した。勝己自身は、落馬事故で騎手生命を絶たれた名古屋競馬の坂本敏美を天才騎手として挙げ、やはり落馬事故で騎手生命を絶たれた福永洋一とも絡め「『天才』と呼ばれる人に限って、大変な事故に遭って引退を余儀なくされている。神様のいたずらだとしたら、あまりに残酷な神様がいることになる。（中略）おれは天才ではないので、致命的な怪我はしないだろうと思っている。謙遜しているのではない。おれは天才じゃなくてよかった、という根拠のない確信みたいなものがあるのだ」と自己評価している。

## 成績
1. 出典は1976年から2002年まで『安藤勝己自伝』収録の成績表および年表。2003年以降は日本中央競馬会公式サイト・引退騎手一覧「安藤勝己」各ページ。両方に記載のない地方重賞の情報については個別に出典を付与。
2. 数字太字は年度の1位記録で所属先の表彰対象となった成績。

### 年度別成績
| 年     | 開催 | 勝利数 | 騎乗数 | 勝率  | 表彰など                                                                            |
| ------ | ---- | ------ | ------ | ----- | ----------------------------------------------------------------------------------- |
| 1976年 | 中央 | －     | －     | －    |                                                                                     |
| 1976年 | 地方 | 9勝    | 88回   | .102  |                                                                                     |
| 1976年 | 計   | 9勝    | 88回   | .102  |                                                                                     |
| 1977年 | 中央 | －     | －     | －    |                                                                                     |
| 1977年 | 地方 | 78勝   | 487回  | .160  |                                                                                     |
| 1977年 | 計   | 78勝   | 487回  | .160  |                                                                                     |
| 1978年 | 中央 | －     | －     | －    | 笠松競馬リーディングジョッキー                                                      |
| 1978年 | 地方 | 116勝  | 674回  | .172  | 笠松競馬リーディングジョッキー                                                      |
| 1978年 | 計   | 116勝  | 674回  | .172  | 笠松競馬リーディングジョッキー                                                      |
| 1979年 | 中央 | －     | －     | －    | 笠松競馬リーディングジョッキー                                                      |
| 1979年 | 地方 | 114勝  | 711回  | .160  | 笠松競馬リーディングジョッキー                                                      |
| 1979年 | 計   | 114勝  | 711回  | .160  | 笠松競馬リーディングジョッキー                                                      |
| 1980年 | 中央 | 1勝    | 1回    | 1.000 | 笠松競馬リーディングジョッキー                                                      |
| 1980年 | 地方 | 134勝  | 675回  | .199  | 笠松競馬リーディングジョッキー                                                      |
| 1980年 | 計   | 135勝  | 676回  | .200  | 笠松競馬リーディングジョッキー                                                      |
| 1981年 | 中央 | 0勝    | 1回    | .000  | 笠松競馬リーディングジョッキー                                                      |
| 1981年 | 地方 | 134勝  | 767回  | .175  | 笠松競馬リーディングジョッキー                                                      |
| 1981年 | 計   | 134勝  | 768回  | .174  | 笠松競馬リーディングジョッキー                                                      |
| 1982年 | 中央 | －     | －     | －    | 笠松競馬リーディングジョッキー                                                      |
| 1982年 | 地方 | 118勝  | 648回  | .182  | 笠松競馬リーディングジョッキー                                                      |
| 1982年 | 計   | 118勝  | 648回  | .182  | 笠松競馬リーディングジョッキー                                                      |
| 1983年 | 中央 | 0勝    | 1回    | .000  | 笠松競馬リーディングジョッキー                                                      |
| 1983年 | 地方 | 140勝  | 644回  | .217  | 笠松競馬リーディングジョッキー                                                      |
| 1983年 | 計   | 140勝  | 645回  | .217  | 笠松競馬リーディングジョッキー                                                      |
| 1984年 | 中央 | 0勝    | 1回    | .000  | 笠松競馬リーディングジョッキー                                                      |
| 1984年 | 地方 | 129勝  | 598回  | .216  | 笠松競馬リーディングジョッキー                                                      |
| 1984年 | 計   | 129勝  | 599回  | .215  | 笠松競馬リーディングジョッキー                                                      |
| 1985年 | 中央 | －     | －     | －    | 笠松競馬リーディングジョッキー                                                      |
| 1985年 | 地方 | 109勝  | 586回  | .186  | 笠松競馬リーディングジョッキー                                                      |
| 1985年 | 計   | 109勝  | 586回  | .186  | 笠松競馬リーディングジョッキー                                                      |
| 1986年 | 中央 | －     | －     | －    | 笠松競馬リーディングジョッキー                                                      |
| 1986年 | 地方 | 128勝  | 622回  | .206  | 笠松競馬リーディングジョッキー                                                      |
| 1986年 | 計   | 128勝  | 622回  | .206  | 笠松競馬リーディングジョッキー                                                      |
| 1987年 | 中央 | －     | －     | －    | 笠松競馬リーディングジョッキー                                                      |
| 1987年 | 地方 | 140勝  | 581回  | .241  | 笠松競馬リーディングジョッキー                                                      |
| 1987年 | 計   | 140勝  | 581回  | .241  | 笠松競馬リーディングジョッキー                                                      |
| 1988年 | 中央 | －     | －     | －    | 笠松競馬リーディングジョッキー                                                      |
| 1988年 | 地方 | 119勝  | 501回  | .237  | 笠松競馬リーディングジョッキー                                                      |
| 1988年 | 計   | 119勝  | 501回  | .237  | 笠松競馬リーディングジョッキー                                                      |
| 1989年 | 中央 | －     | －     | －    | 笠松競馬リーディングジョッキー                                                      |
| 1989年 | 地方 | 112勝  | 460回  | .243  | 笠松競馬リーディングジョッキー                                                      |
| 1989年 | 計   | 112勝  | 460回  | .243  | 笠松競馬リーディングジョッキー                                                      |
| 1990年 | 中央 | －     | －     | －    | 笠松競馬リーディングジョッキー NARグランプリ優秀騎手賞                              |
| 1990年 | 地方 | 145勝  | 533回  | .272  | 笠松競馬リーディングジョッキー NARグランプリ優秀騎手賞                              |
| 1990年 | 計   | 145勝  | 533回  | .272  | 笠松競馬リーディングジョッキー NARグランプリ優秀騎手賞                              |
| 1991年 | 中央 | －     | －     | －    | 笠松競馬リーディングジョッキー NARグランプリ優秀騎手賞                              |
| 1991年 | 地方 | 156勝  | 620回  | .252  | 笠松競馬リーディングジョッキー NARグランプリ優秀騎手賞                              |
| 1991年 | 計   | 156勝  | 620回  | .252  | 笠松競馬リーディングジョッキー NARグランプリ優秀騎手賞                              |
| 1992年 | 中央 | －     | －     | －    | 笠松競馬リーディングジョッキー                                                      |
| 1992年 | 地方 | 135勝  | 493回  | .274  | 笠松競馬リーディングジョッキー                                                      |
| 1992年 | 計   | 135勝  | 493回  | .274  | 笠松競馬リーディングジョッキー                                                      |
| 1993年 | 中央 | －     | －     | －    | 笠松競馬リーディングジョッキー NARグランプリ優秀騎手賞                              |
| 1993年 | 地方 | 133勝  | 519回  | .256  | 笠松競馬リーディングジョッキー NARグランプリ優秀騎手賞                              |
| 1993年 | 計   | 133勝  | 519回  | .256  | 笠松競馬リーディングジョッキー NARグランプリ優秀騎手賞                              |
| 1994年 | 中央 | 3勝    | 10回   | .300  | 笠松競馬リーディングジョッキー NARグランプリ優秀騎手賞                              |
| 1994年 | 地方 | 137勝  | 539回  | .254  | 笠松競馬リーディングジョッキー NARグランプリ優秀騎手賞                              |
| 1994年 | 計   | 140勝  | 549回  | .255  | 笠松競馬リーディングジョッキー NARグランプリ優秀騎手賞                              |
| 1995年 | 中央 | 4勝    | 34回   | .118  | 笠松競馬リーディングジョッキー NARグランプリ優秀騎手賞                              |
| 1995年 | 地方 | 167勝  | 561回  | .298  | 笠松競馬リーディングジョッキー NARグランプリ優秀騎手賞                              |
| 1995年 | 計   | 171勝  | 595回  | .287  | 笠松競馬リーディングジョッキー NARグランプリ優秀騎手賞                              |
| 1996年 | 中央 | 1勝    | 11回   | .091  | NARグランプリ優秀騎手賞                                                             |
| 1996年 | 地方 | 127勝  | 450回  | .282  | NARグランプリ優秀騎手賞                                                             |
| 1996年 | 計   | 128勝  | 461回  | .278  | NARグランプリ優秀騎手賞                                                             |
| 1997年 | 中央 | 0勝    | 22回   | .000  | NARグランプリ優秀騎手賞                                                             |
| 1997年 | 地方 | 152勝  | 468回  | .325  | NARグランプリ優秀騎手賞                                                             |
| 1997年 | 計   | 152勝  | 490回  | .310  | NARグランプリ優秀騎手賞                                                             |
| 1998年 | 中央 | 7勝    | 90回   | .078  | 笠松競馬リーディングジョッキー NARグランプリ優秀騎手賞 日本プロスポーツ大賞・功労賞 |
| 1998年 | 地方 | 150勝  | 488回  | .307  | 笠松競馬リーディングジョッキー NARグランプリ優秀騎手賞 日本プロスポーツ大賞・功労賞 |
| 1998年 | 計   | 157勝  | 578回  | .272  | 笠松競馬リーディングジョッキー NARグランプリ優秀騎手賞 日本プロスポーツ大賞・功労賞 |
| 1999年 | 中央 | 55勝   | 455回  | .121  | NARグランプリ優秀騎手賞 NARグランプリ特別賞                                         |
| 1999年 | 地方 | 131勝  | 398回  | .329  | NARグランプリ優秀騎手賞 NARグランプリ特別賞                                         |
| 1999年 | 計   | 186勝  | 853回  | .218  | NARグランプリ優秀騎手賞 NARグランプリ特別賞                                         |
| 2000年 | 中央 | 33勝   | 330回  | .100  | NARグランプリ優秀騎手賞                                                             |
| 2000年 | 地方 | 94勝   | 319回  | .295  | NARグランプリ優秀騎手賞                                                             |
| 2000年 | 計   | 127勝  | 649回  | .196  | NARグランプリ優秀騎手賞                                                             |
| 2001年 | 中央 | 42勝   | 362回  | .116  |                                                                                     |
| 2001年 | 地方 | 112勝  | 331回  | .338  |                                                                                     |
| 2001年 | 計   | 154勝  | 693回  | .222  |                                                                                     |
| 2002年 | 中央 | 44勝   | 328回  | .134  |                                                                                     |
| 2002年 | 地方 | 80勝   | 302回  | .265  |                                                                                     |
| 2002年 | 計   | 124勝  | 630回  | .197  |                                                                                     |
| 2003年 | 中央 | 112勝  | 676回  | .166  | JRA優秀騎手賞（勝利度数・勝率・獲得賞金） 中京競馬記者クラブ賞                      |
| 2003年 | 地方 | 18勝   | 45回   | .400  | JRA優秀騎手賞（勝利度数・勝率・獲得賞金） 中京競馬記者クラブ賞                      |
| 2003年 | 国外 | －     | －     | －    | JRA優秀騎手賞（勝利度数・勝率・獲得賞金） 中京競馬記者クラブ賞                      |
| 2003年 | 計   | 130勝  | 721回  | .180  | JRA優秀騎手賞（勝利度数・勝率・獲得賞金） 中京競馬記者クラブ賞                      |
| 2004年 | 中央 | 127勝  | 674回  | .188  | JRA優秀騎手賞（勝利度数・勝率・獲得賞金）                                           |
| 2004年 | 地方 | 11勝   | 43回   | .256  | JRA優秀騎手賞（勝利度数・勝率・獲得賞金）                                           |
| 2004年 | 国外 | 0勝    | 1回    | .000  | JRA優秀騎手賞（勝利度数・勝率・獲得賞金）                                           |
| 2004年 | 計   | 138勝  | 718回  | .192  | JRA優秀騎手賞（勝利度数・勝率・獲得賞金）                                           |
| 2005年 | 中央 | 104勝  | 681回  | .153  | JRA優秀騎手賞（勝利度数・勝率・獲得賞金）                                           |
| 2005年 | 地方 | 12勝   | 34回   | .353  | JRA優秀騎手賞（勝利度数・勝率・獲得賞金）                                           |
| 2005年 | 国外 | －     | －     | －    | JRA優秀騎手賞（勝利度数・勝率・獲得賞金）                                           |
| 2005年 | 計   | 116勝  | 715回  | .162  | JRA優秀騎手賞（勝利度数・勝率・獲得賞金）                                           |
| 2006年 | 中央 | 120勝  | 625回  | .192  | JRA優秀騎手賞（勝利度数4位・勝率2位・獲得賞金3位）                                  |
| 2006年 | 地方 | 4勝    | 21回   | .190  | JRA優秀騎手賞（勝利度数4位・勝率2位・獲得賞金3位）                                  |
| 2006年 | 国外 | －     | －     | －    | JRA優秀騎手賞（勝利度数4位・勝率2位・獲得賞金3位）                                  |
| 2006年 | 計   | 124勝  | 646回  | .192  | JRA優秀騎手賞（勝利度数4位・勝率2位・獲得賞金3位）                                  |
| 2007年 | 中央 | 136勝  | 571回  | .238  | JRA賞最高勝率騎手 JRA優秀騎手賞（勝利度数3位・勝率1位・獲得賞金2位）                |
| 2007年 | 地方 | 2勝    | 11回   | .182  | JRA賞最高勝率騎手 JRA優秀騎手賞（勝利度数3位・勝率1位・獲得賞金2位）                |
| 2007年 | 国外 | 0勝    | 1回    | .000  | JRA賞最高勝率騎手 JRA優秀騎手賞（勝利度数3位・勝率1位・獲得賞金2位）                |
| 2007年 | 計   | 138勝  | 583回  | .237  | JRA賞最高勝率騎手 JRA優秀騎手賞（勝利度数3位・勝率1位・獲得賞金2位）                |
| 2008年 | 中央 | 119勝  | 555回  | .214  | JRA優秀騎手賞（勝利度数4位・勝率2位・獲得賞金3位）                                  |
| 2008年 | 地方 | 0勝    | 3回    | .000  | JRA優秀騎手賞（勝利度数4位・勝率2位・獲得賞金3位）                                  |
| 2008年 | 国外 | 0勝    | 1回    | .000  | JRA優秀騎手賞（勝利度数4位・勝率2位・獲得賞金3位）                                  |
| 2008年 | 計   | 119勝  | 559回  | .213  | JRA優秀騎手賞（勝利度数4位・勝率2位・獲得賞金3位）                                  |
| 2009年 | 中央 | 87勝   | 414回  | .210  | JRA賞最高勝率騎手 JRA優秀騎手賞（勝率1位）                                          |
| 2009年 | 地方 | 5勝    | 11回   | .455  | JRA賞最高勝率騎手 JRA優秀騎手賞（勝率1位）                                          |
| 2009年 | 国外 | 0勝    | 1回    | .000  | JRA賞最高勝率騎手 JRA優秀騎手賞（勝率1位）                                          |
| 2009年 | 計   | 92勝   | 426回  | .216  | JRA賞最高勝率騎手 JRA優秀騎手賞（勝率1位）                                          |
| 2010年 | 中央 | 56勝   | 353回  | .159  | JRA優秀騎手賞（勝率3位）                                                            |
| 2010年 | 地方 | 1勝    | 8回    | .125  | JRA優秀騎手賞（勝率3位）                                                            |
| 2010年 | 国外 | －     | －     | －    | JRA優秀騎手賞（勝率3位）                                                            |
| 2010年 | 計   | 57勝   | 361回  | .158  | JRA優秀騎手賞（勝率3位）                                                            |
| 2011年 | 中央 | 46勝   | 245回  | .188  |                                                                                     |
| 2011年 | 地方 | 0勝    | 1回    | .000  |                                                                                     |
| 2011年 | 国外 | 0勝    | 2回    | .000  |                                                                                     |
| 2011年 | 計   | 46勝   | 248回  | .185  |                                                                                     |
| 2012年 | 中央 | 14勝   | 153回  | .092  |                                                                                     |
| 2012年 | 地方 | 0勝    | 2回    | .000  |                                                                                     |
| 2012年 | 国外 | －     | －     | －    |                                                                                     |
| 2012年 | 計   | 14勝   | 155回  | .090  |                                                                                     |
| 2013年 | 中央 | －     | －     | －    |                                                                                     |
| 2013年 | 地方 | －     | －     | －    |                                                                                     |
| 2013年 | 国外 | －     | －     | －    |                                                                                     |
| 2013年 | 計   | －     | －     | －    |                                                                                     |

### 重賞勝利騎乗馬

#### GI・JpnI競走
- ビリーヴ（2003年高松宮記念、函館スプリントステークス）
- ユートピア（2003年ユニコーンステークス、ダービーグランプリ[66] 2005年マイルチャンピオンシップ南部杯[67]）
- アドマイヤドン（2003年エルムステークス、マイルチャンピオンシップ南部杯[68]、JBCクラシック[69] 2004年フェブラリーステークス、帝王賞[70]、JBCクラシック[71]）
- ザッツザプレンティ（2003年菊花賞）
- キングカメハメハ（2004年NHKマイルカップ、東京優駿、神戸新聞杯）
- ツルマルボーイ（2004年安田記念）
- パーソナルラッシュ（2004年ダービーグランプリ[72] 2005年ダイオライト記念[73]）
- スズカマンボ（2005年天皇賞・春）
- キストゥヘヴン（2006年桜花賞）
- ダイワメジャー（2006年マイラーズカップ、毎日王冠、天皇賞・秋、マイルチャンピオンシップ 2007年安田記念、マイルチャンピオンシップ）
- サンライズバッカス（2007年フェブラリーステークス）
- ダイワスカーレット（2007年桜花賞、ローズステークス、秋華賞、エリザベス女王杯 2008年大阪杯、有馬記念）
- ブエナビスタ（2008年阪神ジュベナイルフィリーズ 2009年チューリップ賞、桜花賞、優駿牝馬）
- ダノンシャンティ（2010年毎日杯、NHKマイルカップ）
- マルセリーナ（2011年桜花賞）

#### ほか中央・交流重賞競走優勝馬
- フェートノーザン（1989年帝王賞[74]、ブリーダーズゴールドカップ[75]）
- ライデンリーダー（1995年報知杯4歳牝馬特別）
- シンプウライデン（1997年名古屋優駿[76]）
- サンディチェリー（1998年オグリキャップ記念[77]）
- マジックリボン（1999年全日本サラブレッドカップ[78]）
- レジェンドハンター（1999年デイリー杯3歳ステークス）
- ロサード（1999年京阪杯）
- フサイチエアデール（2000年マーメイドステークス）
- フジノテンビー（2000年デイリー杯3歳ステークス）
- トーホウドリーム（2001年大阪杯）
- グランドシンザン（2001年愛知杯）
- タイキポーラ（2001年マーメイドステークス）
- フジノコンドル（2001年サラブレッドチャレンジカップ[79] 2002年サマーチャンピオン[80]）
- マンボツイスト（2002年マーチステークス）
- オースミハルカ（2003年チューリップ賞）
- タガノマイバッハ（2003年中京記念、大阪杯）
- ヤマカツリリー（2003年フィリーズレビュー）
- ディバインシルバー（2003年クラスターカップ[81] 2004年黒船賞[82]、北海道スプリントカップ[83]、全日本サラブレッドカップ[84]）
- タマモリッチ（2003年サラブレッドチャレンジカップ[85]）
- カンファーベスト（2003年朝日チャレンジカップ）
- イングランディーレ（2003年白山大賞典[86]）
- ムーヴオブサンデー（2004年フィリーズレビュー）
- タイムパラドックス（2004年アンタレスステークス、ブリーダーズゴールドカップ[87]）
- ハーツクライ（2004年京都新聞杯）
- グラッブユアハート（2004年スパーキングレディーカップ[88] 2005年白山大賞典[89]、クイーン賞[90] 2006年TCK女王盃[91]、マリーンカップ[92]）
- レクレドール（2004年ローズステークス）
- マルブツトップ（2005年佐賀記念[93]）
- ローゼンクロイツ（2005年毎日杯）
- ピットファイター（2005年アンタレスステークス、マーキュリーカップ[94]）
- ニホンピロサート（2005年兵庫ゴールドトロフィー[95]）
- サクラメガワンダー（2005年ラジオたんぱ杯2歳ステークス）
- ドリームパスポート（2006年きさらぎ賞）
- エリモハリアー（2006年函館記念）
- ゴールドアグリ（2006年新潟2歳ステークス）
- フサイチホウオー（2006年東京スポーツ杯2歳ステークス、ラジオたんぱ杯2歳ステークス 2007年共同通信杯）
- トウカイワイルド（2007年日経新春杯）
- キクノアロー（2007年ダイオライト記念[96]）
- プリサイスマシーン（2007年阪急杯）
- ホワイトメロディー（2007年関東オークス[97]）
- オディール（2007年ファンタジーステークス）
- アドマイヤモナーク（2008年日経新春杯、ダイヤモンドステークス）
- アドマイヤキッス（2008年京都牝馬ステークス）
- アドマイヤオーラ（2008年京都記念）
- ユビキタス（2008年ユニコーンステークス）
- トーセンブライト（2009年黒船賞[98]、兵庫ゴールドトロフィー[99] 2010年兵庫ゴールドトロフィー[100]）
- ビービーガルダン（2009年阪急杯、キーンランドカップ）
- マコトスパルビエロ（2009年マーキュリーカップ[101]、日本テレビ盃[102]、名古屋グランプリ[103]）
- ワンダーアキュート（2009年武蔵野ステークス）
- マジカルポケット（2010年函館2歳ステークス）
- オールアズワン（2010年札幌2歳ステークス）
- ウインバリアシオン（2011年青葉賞）
- レインボーペガサス（2011年関屋記念）
- トレイルブレイザー（2011年アルゼンチン共和国杯）
- ブライトライン（2012年ファルコンステークス）
- ヒストリカル（2012年毎日杯）
- パドトロワ（2012年アイビスサマーダッシュ、キーンランドカップ）

#### 地方重賞優勝馬
- オグリキャップ（1987年ジュニアクラウン、中京盃、中京スポーツ杯、ジュニアグランプリ、1988年ゴールドジュニア）

## 関係書籍
自著
- 『安藤勝己自伝 アンカツの真実』（エンターブレイン、2003年5月）ISBN 978-4757714496
- 『アンカツ日記』（芸文社、2003年5月）ISBN 978-4575233612

勝己を主題とするもの
- 狩野洋一『天才騎手』（双葉社、1999年）ISBN 978-4575233612
- 亀谷敬正『安藤勝己の頭脳』（白夜書房、2007年）ISBN 978-4861912702
- 亀谷敬正『安藤勝己の頭脳 名牝騎乗論』（白夜書房、2009年）ISBN 978-4861915840